# Guwanç Rejepow
Guwanç Rejepow (20 aprile 1982) è un calciatore turkmeno, difensore dello Ýedigen Aşgabat.

## Carriera

### Club
Comincia a giocare al Nebitçi. Nel 2003 passa al Nisa Aşgabat. Nel 2006 gioca all'Aşgabat. Nel 2007 viene acquistato dall'HTTU Aşgabat. Nel 2010 gioca al Talyp Sporty. Nel 2011 torna all'HTTU Aşgabat. Nel 2016 si trasferisce allo Ýedigen Aşgabat.

### Nazionale
Ha debuttato in Nazionale il 31 marzo 2004, in Turkmenistan-Indonesia (3-1). Ha partecipato, con la Nazionale, alla Coppa d'Asia 2004. Ha collezionato in totale, con la maglia della Nazionale, 20 presenze.

## Palmarès

### Club

#### Competizioni nazionali
- Campionato di calcio del Turkmenistan: 2

Nisa Aşgabat: 2003
HTTU Aşgabat: 2013
- Coppa del Turkmenistan: 1

HTTU Aşgabat: 2011